# توني مينينديث
توني مينينديث هو لاعب كرة قاعدة كوبي، ولد في 20 فبراير 1965 في هافانا في كوبا.

## وصلات خارجية
- توني مينينديث على موقعبيزبول رفرنس.كوم (الدوري الرئيسي) (الإنجليزية)
- توني مينينديث على موقعبيزبول رفرنس.كوم (الدوري الثانوي) (الإنجليزية)